# Mailänder Seminar für auswärtige Missionen
Das Mailänder Seminar für auswärtige Missionen ist eine Gemeinschaft von Priestern ohne Gelübde, die in die Mission gesandt werden.
1850 auf Anregung Papst Pius IX. durch den Superior der Oblaten des hl. Karl Borromäus begründet, hat es sein Mutterhaus in Mailand, das Generalat jedoch in Rom.